# Brioni (travhäst)
| Årets häst      |                |               |
| 2010            | 2011           | 2012          |
| Iceland         | Brioni         | Sebastian K.  |
| Stefan Melander | Joakim Lövgren | Åke Svanstedt |

Brioni, född 6 maj 2003 i Tyskland, är en tysk varmblodig travhäst. Han tränades och kördes av Joakim Lövgren.
Brioni tävlade åren 2007–2012 och sprang in 13,9 miljoner kronor på 63 starter varav 32 segrar, 8 andraplatser och 7 tredjeplatser. Han inledde karriären med sex raka segrar. Han tog karriärens största segrar i Kymi Grand Prix (2010), Olympiatravet (2011), Elitloppet (2011) och H.K.H.Prins Daniels Lopp (2012). Han kom även på andraplats i Breeders' Crown (2009), Grand Critérium de Vitesse (2010), Finlandialoppet  (2010) och Hugo Åbergs Memorial (2011) samt på tredjeplats i Elitloppet (2010) och Grand Critérium de Vitesse (2011).
Han utsågs till "Årets Häst" 2011.